# Iglesia de San Juan Bautista de Miraflores
La iglesia de San Juan Bautista de Miraflores es un conjunto de edificaciones dedicadas al culto católico de Juan el Bautista, está ubicada en la parte meridional del área metropolitana de Iquitos.

## Descripción
El templo parroquial está construido bajo un aspecto circular y sobrio, mientras que la iglesia propiamente es más discreta y pequeña, una zona en el frente da con una plazuela y bulevar, su base se encuentra sobre una colina decorada con aspectos culturales de los pueblos originarios y mestizados de la amazonía peruana.

### En las fiestas de San Juan
El lugar es uno de los epicentros de la fiesta de San Juan en el mes de junio, ya que se encuentra a poco kilómetros de la plaza Roja, mediante la avenida José Abelardo Quiñones, a la cual la iglesia tiene salida directa.
Las autoridades religiosas de la iglesia obsequian juanes y chicha de jora en grandes proporciones para los que asistan a la misa de los días importantes de la festividad.